# Коррано
Коррано́ (фр. Corrano, корс. Currà) — коммуна во Франции, находится в регионе Корсика. Департамент коммуны — Южная Корсика. Входит в состав кантона Тараво-Орнано. Округ коммуны — Аяччо.
Код INSEE коммуны — 2A094.

## Население
Население коммуны на 2008 год составляло 87 человек.
| 1962 | 1968 | 1975 | 1982 | 1990 | 1999 | 2008 |
| ---- | ---- | ---- | ---- | ---- | ---- | ---- |
| 113  | 124  | 99   | 78   | 60   | 71   | 87   |

## Экономика
В 2007 году среди 34 лиц в трудоспособном возрасте (15—64 лет) 16 были экономически активными, 18 — неактивными (показатель активности — 47,1 %, в 1999 году было 17,9 %). Из 16 активных работали 14 человек (11 мужчин и 3 женщины), безработных было 2 (1 мужчина и 1 женщина). Среди 18 неактивных 1 человек был учеником или студентом, 9 — пенсионерами, 8 были неактивными по другим причинам.